# 彼得·史特拉塞
彼得·史特拉塞（德語：Peter Strasser，1876年4月1日—1918年8月5日）是德國海軍的一位海軍軍官，於第一次世界大战期間指揮海軍的齊柏林飛船部隊，在1915至1917年期間進行過多次戰略轟炸行動，並於最後一次對英國進行的空襲行動中陣亡。

## 生平
史特拉塞出生於1876年4月1日的汉诺威，於15歲時加入帝國海軍。在「石號」（Stein）與「毛奇號」（Moltke）兩船艦上服役後，進入基爾海軍學校就讀。史特拉塞晉升迅速，於1895年升上上尉，並於1897年至1902年期間先後服役於砲艇「馬爾斯號」（Mars）、「布呂歇爾號」（Blücher）、「豹號」（Panther）、「梅克倫堡號」（Mecklenburg）以及「威斯特法倫號」（Westfalen），為一位優秀的砲艇軍官，之後他被調到德國海軍部，負責艦上與沿岸砲兵事務。1913年9月，史特拉塞開始指揮海軍飛艇分隊（Marine-Luftschiff-Abteilung）。飛艇在當時還算是一種實用性未知的科技，史特拉塞在前任腓特烈·梅辛格（Friedrich Metzing）因為L.1號飛艇的墜毀事故被解職後，當上了飛艇部隊總司令，但不久後又發生一起意外，損失了L.2號飛艇。史特拉塞爾後完成了飛艇運用的理論研究，並得到駕駛LZ17號民用飛艇試驗的機會，另一方面，德軍也正建造著專為海軍人員訓練用的LZ 13「漢薩號」飛艇。在一次大戰爆發時，德國海軍僅有L3號飛艇可供作戰，且在開戰前不久這艘飛艇才剛完成帝國海軍的演習活動。
1914年8月戰爭爆發後，海軍的飛艇被投入於反潛、防雷和偵查任務，如早期的稍具規模的海戰——第一次赫爾戈蘭灣海戰。1915年1月19至20日，L3與L4號飛艇發動了對英國本土的轟炸行動，連同水面艦隊攻擊了大雅茅斯、謝林漢姆以及金斯林。隨後三年間，德國空中武力便一直以英國為主要轟炸目標，不時還轟炸巴黎和其他城市。史特拉塞每個月起碼參加一次對英國的空襲。起初對英轟炸僅限於軍事目標，但經由海軍少將保羅·貝恩克的遊說後，德皇終於同意將轟炸目標擴展到民用目標。
1916年1月，赖因哈德·舍尔任「公海艦隊」司令，史特拉塞進取心與獨立性極強，舍爾亦無法完全掌握，不久前者便被任命為飛艇部隊司令。1918年8月8日，就在展開夜間空襲英國諾里奇波士頓以及亨伯河口時，史特拉塞乘坐的L.70號飛艇被英軍偵查戰鬥機D.H.4攻擊，駕駛愛格貝特·卡特巴瑞（Egbert Cadbury）以及射擊手羅伯特·雷克伊（Robert Leckie）於諾福克郡濱海韋爾斯附近將其擊落，艇上23人無一倖免，這也是最後一次德軍對英發動的飛艇空襲作戰。
史特拉塞在空戰史上有一定的地位，在其領導下，飛艇可在全天候進行長距離的晝間、夜間戰略轟炸武器，並為此制定出諸多偵查、選擇目標以及領航的準則，在德意志帝國垮台後，納粹德國在重新建設大洋艦隊時，就預計以史特拉塞的名字來為其主力艦隊航空母艦——「齊柏林伯爵級航空母艦」的二號艦命名，但最終沒有完成建造。

## 獲獎
- 一級與二級鐵十字勳章
- 功勳勳章（1917年8月20日）
- 漢塞阿提克十字勳章
- 皇家騎士十字級霍亨索倫皇室勳章
- 四級紅鷹勳章

## 資料來源
1. ↑  （德文）Urban, Heinz.  Dt. Orig.-Ausg., 1. Aufl. Meersburg: Masuren. 2008: 560. ISBN 3-00-022731-8.
2. 1 2 3 4  （英文）Castle, Ian.  1. publ. in Great Britain. Oxford: Osprey. 2008: 11–12. ISBN 1-84603-245-8.
3. 1 2 3  （英文）Ernst A. Lehmann; Mingos, Howard. 1927.  Chapter V (online) 的存檔，存档日期2011-05-07. Published by I. H. SEARS & COMPANY, Inc. New York（英文）All online chapters - I to VII 的存檔，存档日期2012-02-13.)
4. 1 2  Lawson, Eric; Lawson, Jane. . Cambridge, MA: Da Capo Press. 1996: 79–80. ISBN 0-306-81213-4.